# Homalium micranthum
Homalium micranthum är en videväxtart som först beskrevs av Boiv. och Louis René Tulasne, och fick sitt nu gällande namn av Karl August Otto Hoffmann. Homalium micranthum ingår i släktet Homalium och familjen videväxter. Inga underarter finns listade i Catalogue of Life.